# Ларионов, Георгий Петрович
Гео́ргий Петро́вич Ларио́нов (27 апреля 1908, Санкт-Петербург — 20 июля 1941, Кякисалми) — лётчик времён Великой Отечественной войны, командир звена, затем эскадрильи 7-го истребительного авиационного полка, Герой Советского Союза, капитан.

## Биография

### Детство и юность
Родился 14 (27) апреля 1908 года в столице Российской империи городе Санкт-Петербурге. В 1918 году с родителями переехал в посёлок Чагода (ныне Вологодской области).
В 1922 году поступил в школу фабрично-заводского ученичества при стеклозаводе (ныне завод имени Сазонова). В 16 лет, окончив учёбу, Георгий стал работать мастером-стеклодувом на Смердовском стеклозаводе. Одним из первых в посёлке стекольщиков вступил в комсомол, а через некоторое время был избран в Устюженский уездный комитет ВЛКСМ.
В 1927 году учился в областной школе советского и партийного актива в Ленинграде. С детства Георгий любил заниматься техникой, своё увлечение он не бросил, по вечерам учился на рабочем факультете при Ленинградском физико-механическом институте (отраслевом вузе Ленинградского политехнического института), а днём с 1928 по 1931 год работал слесарем на заводе «Красная заря». После окончания рабфака мог продолжить обучение в самом институте, но получить высшее образование ему не удалось: его призвали в армию.

### Начало службы
С июня 1932 года по январь 1933 года учился в военно-авиационном училище, которое окончил с отличием. Затем с января 1933 года был курсантом школы лётчиков в Энгельсе. В декабре 1934 года Георгия Петровича назначили инструктором в военную школу лётчиков. Через некоторое время, в 1938 году, он стал командиром звена, а потом — командиром эскадрильи. В 1935 году был в принят в ряды ВКП(б).

### Советско-финская война (1939—1940)
Высокие боевые качества лётчика-истребителя проявились в первые же дни советско-финской войны. 14 февраля 1940 года в воздушном бою Ларионов сбил три самолёта противника. Его самолёт был серьёзно повреждён вражеским зенитным снарядом, однако пилот сумел вывести трудно управляемый истребитель из фронтовой зоны и благополучно посадить его на своём аэродроме. Зимой 1939—1940 годов лётчик совершил свыше 120 вылетов.
Указом Президиума Верховного Совета СССР от 21 марта 1940 года лётчику-истребителю Георгию Петровичу Ларионову было присвоено звание Героя Советского Союза.
В июле 1939 года был издан приказ о формировании 153-го истребительного авиационного полка.
После окончания боевых действий на финской границе Ларионов был переведён в 153-й иап. С ноября 1940 года по 20 апреля 1941 года полк дислоцировался на аэродроме Хелюля.

### Великая Отечественная война
После начала Великой Отечественной войны полк собрался вместе в Кексгольме, производилось перевооружение.

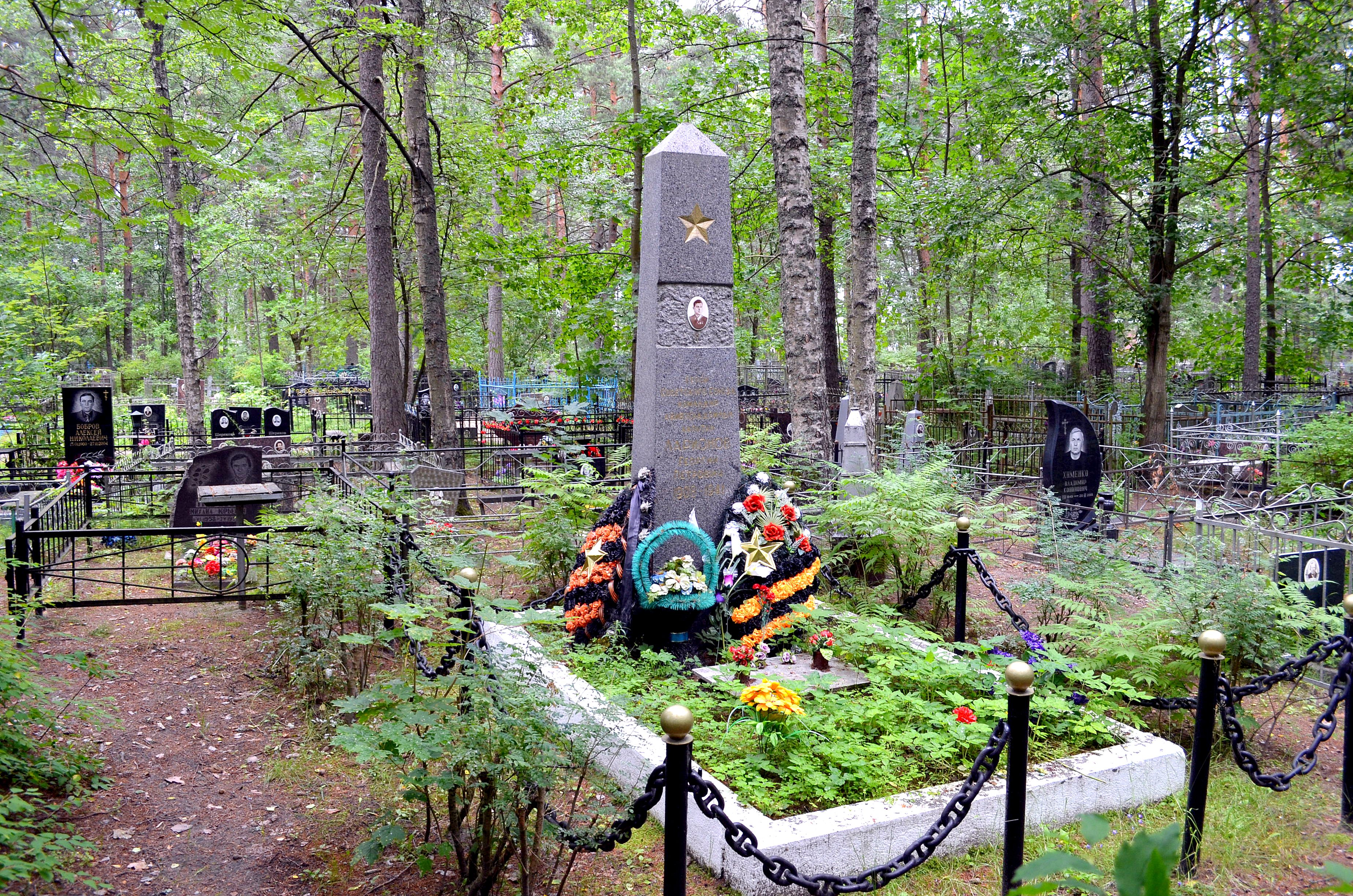
Могила Г. П. Ларионова на кладбище г. Приозерска

Однажды это перевооружение МИГами-3 чуть не стоило Г. П. Ларионову жизни. 16 июля 1941 года, около двух часов дня, в воздухе появились три самолёта, напоминающие «мессершмиты». Внезапно завыли сирены и началась стрельба. Только через некоторое время один из солдат смог различить на самолётах звёзды. Стрельба прекратилась, и лётчики пошли на посадку. Оказалось, что при перелёте новых МИГов в Кексгольм начальство не сообщило о группе, в состав которой входил и Г. П. Ларионов.
В начале июля в составе группы бомбами и пулемётным огнём уничтожил транспорт противника в Финском заливе.
В ночь с 20 на 21 июля 1941 года эскадрилья Ларионова прикрывала группу штурмовиков, атаковавших один из финских аэродромов. В ходе боя Ларионов сбил один самолёт противника, но и его истребитель был повреждён зенитным огнём. Ему удалось перетянуть на горящем самолёте через линию фронта, но посадить его раненый пилот уже не сумел.

## Память
- Похоронен в Приозерске. В посёлке Чагода установлен памятник, в Приозерске — обелиск.
- Его именем назван поселок Ларионово в Приозерском районе, улицы в Приозерске и посёлке Сазоново Чагодощенского района, Средняя Общеобразовательная школа №5 города Приозерска носит имя Героя Советского Союза Георгия Петровича Ларионова.